# Somerset
Somerset (/ˈsʌməsɪt, -ˌsɛt/ ⓘ) là một hạt ở Tây Nam Anh. Thủ phủ của Somerset là Taunton. Hạt nghi lễ Somerset giáp giới Bristol và Gloucestershire ở phía bắc, Wiltshire phía đông, Dorset ở phía đông nam, và Devon ở phía tây nam. Quận có một phần giáp về phía bắc và phía tây bờ biển của kênh Bristol và cửa sông Severn. Ranh giới phía Bắc truyền thống của quận là sông Avon, nhưng địa giới hành chính kéo về phía nam, với việc tạo ra và mở rộng của thành phố Bristol, và sau này quận của Avon và các cơ quan đơn nhất của nó ở phía bắc.
Somerset là một hạt nông thôn với các ngọn đồi như đồi Mendip, đồi Quantock và Vườn quốc gia Exmoor, và các khu vực bằng phẳng rộng lớn bao gồm cả các Somerset Levels. Có bằng chứng về sự sinh sống của con người từ thời Palaeolithic, và khu định cư tiếp theo trong các thời kỳ La Mã và Saxon. Hạt đã đóng một phần quan trọng trong việc củng cố quyền lực và sự gia tăng của vua Alfred Đại đế, và sau này trong cuộc nội chiến Anh và các cuộc nổi dậy Monmouth.
Nông nghiệp là ngành chính của hạt. Ngành chăn nuôi cừu và gia súc, bao gồm để lấy len và pho mát nổi tiếng của hạt (đáng chú ý là Cheddar), truyền thống và đương đại, như là canh tác không bình thường của cây liễu rổ rá. Apple vườn cây ăn trái đã được một lần phong phú, và cho đến ngày nay Somerset được biết đến với việc sản xuất rượu táo mạnh. Tỷ lệ thất nghiệp thấp hơn mức trung bình quốc gia, và các lĩnh vực việc làm lớn nhất là bán lẻ, sản xuất, du lịch, y tế và xã hội chăm sóc. Dân số tăng trưởng trong hạt là cao hơn mức trung bình quốc gia.